# ゼファニヤ

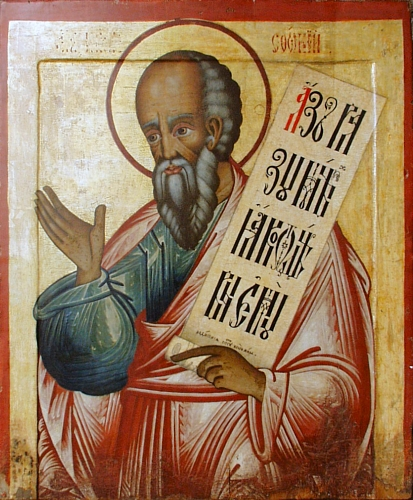
ゼファニア。

ゼファニア（צפניה, Ẓəfanya,  Ṣəp̄anyāh、ゼパニヤとも）は、ユダ王国のアモンの子、ヨシヤ王の時代の預言者。『旧約聖書』の「ゼファニヤ書」の筆者と伝統的に考えられてきた。